# Гильцем
Гильцем (нем. Gilzem) — община в Германии, в земле Рейнланд-Пфальц. 
Входит в состав района Айфель-Битбург-Прюм. Подчиняется управлению Иррель.  Население составляет 414 человек (на 31 декабря 2010 года). Занимает площадь 4,98 км².